# L.A. punk
Per L.A. punk si intende la scena punk rock sviluppatasi a Los Angeles e nell'area circostante.

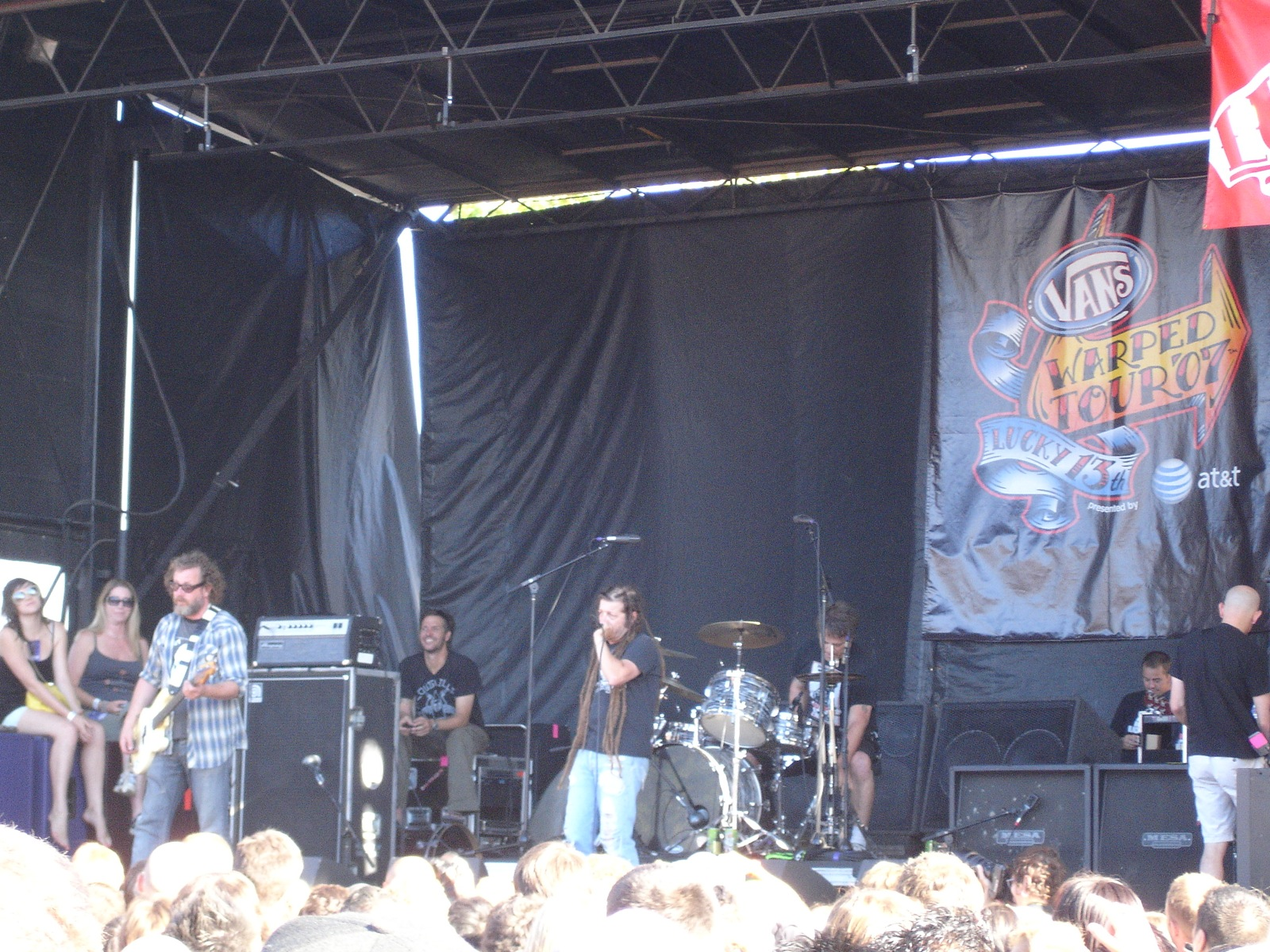
I Circle Jerks.

Caratterizzata da sonorità particolarmente aggressive rispetto all'omologa scena di New York, nasce successivamente alle scene New York punk e punk britannico di Londra; ciononostante è una delle più durature, essendo riuscita a svilupparsi a partire dagli anni ottanta nell'hardcore punk, nell'alternative rock e, successivamente, nell'ondata pop punk/punk revival. I gruppi della scena suonavano spesso un punk rapido e aggressivo, in opposizione con la scena di New York, spesso orientata verso l'art rock. Tuttavia esistevano anche gruppi atipici come gli X, influenzati dal rockabilly e caratterizzati da una vena poetica nei loro testi. Altri gruppi seminali della scena furono The Dils, The Germs, The Weirdos e The Dickies. Con lo scioglimento e la scomparsa della maggior parte dei gruppi storici di Los Angeles, la scena trovò un nuovo centro nei Black Flag e nell'etichetta indipendente SST Records, divenendo una delle zone più ricche di gruppi hardcore punk.

## Alcuni gruppi L.A. punk[2]
- Bad Religion
- Black Flag
- Circle Jerks
- Descendents
- The Dils
- Fear
- Flipper
- Furys
- Plugz
- Social Distortion
- The Adolescents
- The Alley Cats
- The Bags
- The Dickies
- The Eyes
- The Germs
- The Last
- The Weirdos
- The Zeros
- X